# Języki dżarrakańskie
Języki dżarrakańskie (dawniej dżeragańskie) – niewielka rodzina językowa, skupiająca języki aborygeńskie, używane w północnej Australii. Jej nazwa pochodzi od słowa dżarrak, które w języku kidża oznacza „język”.

## Klasyfikacja
Języki dżarrakańskie dzieli się następująco:
- grupa kidżycka
  - kidża – ok. 100 użytkowników
- grupa miriłungicka
  - miriłung – ok. 20 użytkowników
  - gadżirrabeng – 3–4 użytkowników

Język dulbung mógł również wchodzić w skład tej rodziny, lecz wymarł, zanim został udokumentowany.